# Casearia prunifolia
Casearia prunifolia Kunth – gatunek rośliny z rodziny wierzbowatych (Salicaceae Mirb.). Występuje naturalnie w Kolumbii, Ekwadorze oraz Peru. 

## Morfologia
PokrójZrzucające liście drzewo lub krzew dorastające do 2–20 m wysokości.
LiścieBlaszka liściowa ma eliptyczny, podługowaty lub podługowato-lancetowaty kształt. Mierzy 8–10 cm długości oraz 2,5–3,5 cm szerokości, jest niemal całobrzega, ma stłumioną nasadę i ostry wierzchołek. Ogonek liściowy jest nagi i dorasta do 3–6 mm długości.
KwiatySą zebrane po 2–7 w pęczki, rozwijają się w kątach pędów. Mają 5 działek kielicha o owalnym kształcie i dorastających do 3 mm długości. Kwiaty mają 10 pręcików.
OwoceMają kulistawy kształt i osiągają 1–2 cm średnicy.

## Biologia i ekologia
Rośnie w lasach, na wysokości do 600 m n.p.m.